# Oratoire Notre-Dame-des-Douleurs d'Abriès-Ristolas
L'oratoire Notre-Dame-des-Douleurs est un oratoire du diocèse de Gap et d'Embrun située à Abriès-Ristolas, dans les Hautes-Alpes.

## Histoire et architecture
Selon le chanoine Jacques, l'oratoire, petit édifice carré dont la toiture de lauzes, aurait été construit en 1789 par un habitant du village, dit "Tivoli". Il fut restauré en 1966 par Marius Bourcier qui a repeint la porte et remplacé le grillage.